# Stanisław Mikołajczyk

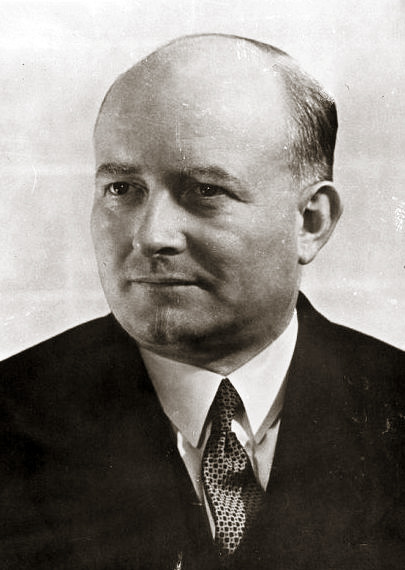
Stanisław Mikołajczyk

Stanisław Mikołajczyk (Holsterhausen, 18 juli 1901 - Washington D.C., 13 december 1966) was een Pools democratisch politicus.

## Achtergrond
Mikołajczyk stamde uit een Poolse boerenfamilie. Zijn ouders waren naar het Ruhr-gebied getrokken om daar werk te vinden. Stanisław Mikołajczyk werd in het West-Duitse Holsterhausen (bij Dorsten) geboren. Toen Mikołajczyk 10 jaar was ging hij met zijn ouders terug naar Polen en werkte Mikołajczyk in de suikerbieten verwerking. Daarnaast was hij actief in Poolse patriottische clubs. Nadat Polen in november 1918 - na de Eerste Wereldoorlog - haar onafhankelijkheid had verkregen diende Mikołajczyk in het Poolse leger tijdens de Pools-Russische Oorlog (1920). Bij Warschau raakte Mikołajczyk gewond en werd hij uit het leger ontslagen. Daarna werkte hij op de boerderij die zijn vader enige tijd daarvoor had geërfd.

## Politicus
In de 1921 sloot Mikołajczyk zich aan bij de Poolse Boerenpartij (PSL) en in 1933 werd hij in de Sejm (parlement) gekozen. In 1935 werd hij tot vicevoorzitter van de Uitvoerende Raad van de PSL gekozen en in 1937 werd hij voorzitter van de PSL. Mikołajczyk bestreed de dictatuur van maarschalk Józef Piłsudski en diens opvolgers en ijverde naar een terugkeer naar het democratisch stelsel.

## Tijdens deTweede Wereldoorlog
Op 1 september 1939 viel Duitsland (na een "grensincident", zgn. uitgelokt door de Polen) Polen binnen. Mikołajczyk werd opgenomen in het Poolse leger. Hij nam deel aan de verdediging van Warschau en week daarna met een niet onaanzienlijk deel van het Poolse leger uit naar Hongarije waar hij werd geïnterneerd. Na enige tijd wist hij te ontsnappen en via Joegoslavië en Italië wist hij Parijs te bereiken. Hij werd onmiddellijk als vicevoorzitter opgenomen in de Poolse Nationale Raad, de regering in ballingschap. De regering in ballingschap moest in 1940, nadat Frankrijk door Duitsland was aangevallen, naar Londen uitwijken. In 1941 werd Mikołajczyk vicepremier onder Władysław Sikorski.

### Premier
In juli 1943 kwam Sikorski bij een vliegtuigongeluk om het leven en werd Mikołajczyk premier van de regering in ballingschap.
In 1943 werden er door de Duitsers in de bossen bij Katyn 4300 lichamen van Poolse officieren aangetroffen. De Duitsers zeiden dat Russen deze massamoord hadden begaan. Stalin deed dit af als Duitse propaganda. Winston Churchill en Franklin D. Roosevelt, respectievelijk de Britse premier en de Amerikaanse president, maar ook andere geallieerde regeringsleiders accepteerden Stalins verhaal omdat zij geen ruzie met hun bondgenoot wilden. Mikołajczyk echter, weigerde Stalins uitleg te accepteren en vermoedde dat de Russen er achter zaten. De betrekkingen tussen de regering in ballingschap in Londen en de Russen liepen vast. Stalin steunde daarop de oprichting van een pro-communistische Poolse regering in het door Russen bevrijde Oost-Polen (1944), iets dat hij overigens al eerder van plan was.
In juli 1944 probeerde Churchill te bemiddelen tussen Stalin en Mikołajczyk, echter zonder resultaat. Pas in een later stadium werd er enige vooruitgang geboekt in de gesprekken tussen Stalin en Mikołajczyk.
In 1944 kwam het tot een breuk binnen Mikołajczyk's Boerenpartij toen een deel van hen zich afscheidde en de Boerenpartij- Volkswil oprichtte. De Boerenpartij- Volkswil trad toe tot de pro-communistische Poolse Vaderlandse Raad in Lublin.
Nadat de Westerse geallieerden de opstandelingen in Warschau tijdens de Opstand van Warschau (1944) niet actief steunden trad Mikołajczyk af als premier en ging hij naar Oost-Polen waar hij tweede vicepremier en minister van Landbouw werd van Poolse Vaderlandse Raad onder de socialist Edward Osobka-Morawski. Stalin beloofde Mikołajczyk dat hij geen communistische regering aan het naoorlogse Polen zou opdringen.

## Na de oorlog
Na de Tweede Wereldoorlog begon Mikołajczyk direct met de wederopbouw van zijn Poolse Boerenpartij. In 1946 telde zijn partij 800.000 leden en was daarmee de grootste partij in Polen. De door de communisten gesteunde Boerenpartij- Volkswil bleek veel minder succesvol. Mikołajczyk steunde de radicale landhervormingen van de communisten, die deel uitmaakten van de coalitieregering. Mikołajczyk hoopte dat er een nieuwe klasse van kleine boeren zou ontstaan. De populariteit van Mikołajczyk groeide, terwijl die van de communisten daalde. 
In 1946 werd er een referendum gehouden of de Senaat moest worden afgeschaft. De communisten besloten het referendum te boycotten in de hoop dat het referendum dan afgelast zou worden. Dit gebeurde niet en twee derde van de leden van de Sejm spraken zich uit vóór afschaffing van de Senaat. Door een veto van de communistische minister van Binnenlandse Zaken werd de uitslag van het referendum ongeldig verklaard. De communisten begrepen dat ze op legale wijze niet aan de macht konden komen. De verkiezingsuitslag van januari 1947 werd door de communisten vervalst. Hun Democratisch Blok behaalde 394 zetels, terwijl de populaire Boerenpartij van Mikołajczyk er maar 28 haalde. Mikołajczyk trad onmiddellijk af als vicepremier. In april 1947 verliet hij halsoverkop het land omdat hij op het punt stond gearresteerd te worden.
De belofte van Stalin had niet stand gehouden.

## In ballingschap
Mikołajczyk vertrok naar de Verenigde Staten waar hij tot zijn dood in 1966 woonde. Door de regering in ballingschap in Londen (die tot 1989 zou blijven bestaan) werd hij uitgemaakt voor verrader omdat hij na de oorlog deel uitmaakte van een coalitieregering waarin ook de communisten zaten.
- Bibliothèque nationale de France: cb13475976n (data)
- CiNii: DA07559591
- Gemeinsame Normdatei: 118830228
- International Standard Name Identifier: 0000 0001 0971 3240
- Library of Congress Control Number: n84125668
- National Archives and Records Administration: 19077087
- Bibliotheek van het Japanse parlement: 00846657
- Nationale Bibliotheek van Tsjechië: skuk0000876
- Nationale Bibliotheek van Israël: 987007421841105171
- Nederlandse Thesaurus van Auteursnamen: 072822015
- Istituto Centrale per il Catalogo Unico: LO1V143247
- SNAC: w6zp52zp
- Système universitaire de documentation: 067215114
- Trove: 1151087
- Virtual International Authority File: 51839666
- WorldCat: E39PBJfWXwYqfWMKG7mpthVV4q